# Myristica petiolata
Myristica petiolata là một loài thực vật thuộc họ Myristicaceae. Đây là loài đặc hữu của quần đảo Solomon.